# 头孢曲嗪
头孢曲嗪是一种含氮有机硫化合物，分子式C
18H
18N
6O
5S
2，属于頭孢菌素类抗生素。